# Martha Marcy May Marlene
Martha Marcy May Marlene ist ein US-amerikanischer Drama-Thriller von Regisseur und Drehbuchautor Sean Durkin, der für den Film mit dem U.S. Dramatic Competition Directing Award ausgezeichnet wurde. Die Hauptrolle besetzt Elizabeth Olsen. Am 21. Januar 2011 wurde der Film beim Sundance Film Festival erstmals vorgeführt. Der deutsche Kinostart war am 12. April 2012.

## Handlung
Martha gelingt die Flucht vor einer dubiosen Kommune in den Catskill Mountains mit sektenähnlichem Charakter und deren mit eiserner Faust regierendem Anführer Patrick. Im Ferienhaus ihrer Schwester Lucy und deren Mann Ted findet sie Zuflucht, versucht sich langsam wieder im normalen Leben zurechtzufinden und sich ihrer Familie anzunähern. Doch schnell wird klar, dass das Leben in der Kommune weitaus schlimmere seelische Folgen hatte, als anfänglich gedacht. Die ständige Furcht, von den Kommunenmitgliedern gefunden zu werden und die permanenten Erinnerungen an die schreckliche Zeit sorgen dafür, dass die Frau den Sinn für die Realität zu verlieren scheint. In den Erinnerungen wird gezeigt, wie Martha innerhalb der Sekte von Patrick vergewaltigt wurde. Ein Schicksal, das sie mit weiblichen Neuankömmlingen teilt. Außerdem wird gezeigt, wie die Sekte sich mit Einbrüchen finanzierte. Bei einem dieser Einbrüche wurde der Hauseigentümer von einem weiblichen Sektenmitglied ermordet. Patrick, der die Sekte einerseits mit Charme, andererseits mit Gewalt und Einschüchterung regierte, versuchte die Ermordung durch esoterisches Gefasel schönzureden. Martha sieht später mehrmals Personen, bei denen es nicht klar ist, ob sie wirklich existieren. Der Film endet mit einer Fahrt zu einer psychiatrischen Einrichtung, in der sie therapiert werden soll.

## Produktionshintergrund
Die Handlung weist zahlreiche Parallelen zu dem realen Fall der Manson Family auf, die 1969 mehrere Morde in Kalifornien beging. Wie Patrick im Film lebte Charles Manson mit einer Gruppe von (vor allem weiblichen) Jugendlichen, die ihm kultisch ergeben waren, in einer abgelegenen, ländlichen Gegend. Manson benannte die Mitglieder seiner Sekte um – so wie Patrick im Film Martha „Marcy May“ nennt. Wie Patrick sang auch Manson zur Gitarre. Auch Manson machte Geschlechtsverkehr mit ihm zur Bedingung der Mitgliedschaft der Frauen und ermutigte sie später zu mehreren Sexualpartnern innerhalb der Gruppe. Zudem weist Patrick dieselben manipulativen, soziopathischen Züge wie Manson auf. Susan Atkins, Mitglied der realen Sekte, hatte durch den frühen Tod ihrer Mutter Verhaltensstörungen, die sie anfällig für den Kult gemacht hatten. Gleiches wird im Film für Martha angedeutet. Manson, wie Patrick, stiftete seine Mitglieder an, bei wohlhabenden Menschen einzubrechen, zu stehlen und schließlich einige von ihnen töten. Eines der Manson-Opfer war die hochschwangere Schauspielerin Sharon Tate, die von vier Mitgliedern der Sekte am 9. August 1969 in ihrem Haus unter 16 Messerstichen ermordet wurde.

## Rezeption
Martha Marcy May Marlene erhielt ein gutes Presseecho, was sich auch in den Auswertungen US-amerikanischer Aggregatoren widerspiegelt. So erfasst Rotten Tomatoes größtenteils positive Besprechungen und ordnet den Film dementsprechend als „Zertifiziert Frisch“ ein. Laut Metacritic fallen die Bewertungen im Mittel „Grundsätzlich Wohlwollend“ aus.

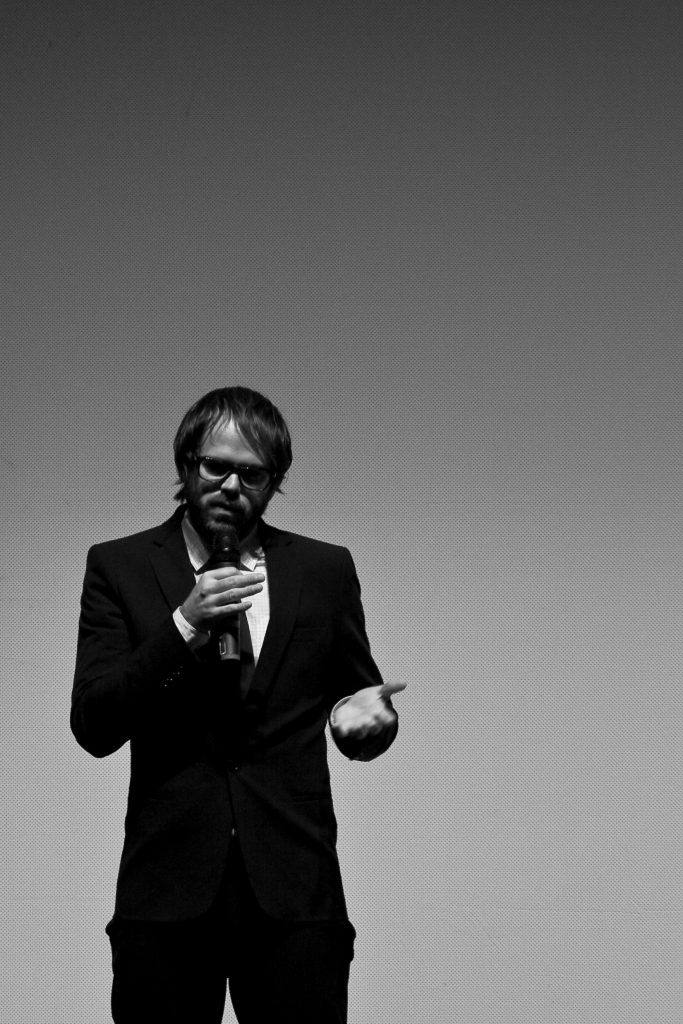
Regisseur Sean Durkin bei der Vorstellung des Films in Toronto

„Bei Martha Marcy May Marlene lernt man [Elizabeth Olsen] als Schauspielerin mit ungewöhnlicher Subtilität und Einfühlungsvermögen kennen. Es ist eine sensationelle Darstellung in einem packenden Psychothriller des erstmaligen Autorenfilmers Sean Durkin, die ihre Geheimnisse in der Stille zwischen den Worten preisgibt.“

„Neben der beklemmenden Stimmung von Martha Marcy May Marlene besticht das Regiedebut von Sean Durkin vor allem durch die schauspielerischen Leistungen des Cast. Allen voran glänzt die Newcomerin Elizabeth Olsen […] durch das zarte Spiel im Wechselbad der Gefühle.“

„Durkin verwebt die Ereignisse der zwei verschiedenen Zeitebenen nahtlos ohne ein Merkmal am Erscheinungsbild der Hauptfigur[;] dies versetzt Martha Marcy May Marlene in eine Art Traumzustand, den es sonst nicht hätte. […] Ihre Geschichte mag global unbedeutend sein, aber ihre persönliche Reise wendet sich lautstark an all diejenigen, die um Zugehörigkeit ringen. Es ist ein Privileg, sie dabei zu begleiten.“

„Sie badet nackt, sie stöhnt beim Sex, sie hat Angst. Aber wovor? Der Paranoia-Thriller Martha Marcy May Marlene erzählt von einer jungen Frau mit Sektenvergangenheit. In der Hauptrolle brilliert eines der höchstgehandelten Talente Hollywoods – die Schwester der Olsen-Zwillinge.“

Des Weiteren wurde der Film bei den folgenden Auszeichnungen berücksichtigt:
- 2011: Regiepreis des Sundance Film Festivals
- 2011: Prix de la Jeunesse bei den Internationalen Filmfestspielen von Cannes
- 2011: Boston Society of Film Critics Award (Beste Nachwuchsregie)
- 2011: Chicago Film Critics Association Award (Beste Nachwuchsregie, Beste Hauptdarstellerin – Elizabeth Olsen)
- 2011: Los Angeles Film Critics Association Award – New Generation Award
- 2011: Pauline Kael Breakout Award bei den Florida Film Critics Circle Awards (Elizabeth Olsen)
- 2011: Phoenix Film Critics Society Award (Beste Hauptdarstellerin und Beste Nachwuchsdarstellerin – Elizabeth Olsen)
- 2012: Central Ohio Film Critics Association (Beste Hauptdarstellerin – Elizabeth Olsen)
- 2012: Vancouver Film Critics Circle Award (Beste Hauptdarstellerin – Elizabeth Olsen)
- 2012: Alliance of Women Film Journalists[12] (Beste Debütleistung) Elizabeth Olsen